# Féminisme pop
Le féminisme pop (ou pop féminisme, de l'anglais pop feminism) est un « féminisme de masse ». C'est un courant du féminisme qui se diffuse essentiellement via les réseaux sociaux à travers les partages et les réactions des internautes. On retrouve le pop féminisme dans plusieurs domaines de la culture populaire comme la musique, la mode ou encore la télévision.

## Origines
Le pop féminisme est un mélange entre la culture populaire et des valeurs féministes. La culture « pop » renvoie à une culture de masse jetable, à l'image du pop art, cet art du collage « produit en masse, bon marché et éphémère » selon Richard Hamilton, dont le pop féminisme s'inspire fortement. 

## Rapport à la culture féministe
Selon Johanna Luyssen, autrice de l'article sur le pop féminisme dans le Dictionnaire des féministes, « [le] pop féminisme entretient un rapport ambivalent avec l'histoire du féminisme. Il s'en écarte tout en s'en inspirant ». Il s'agit avant tout de s'approprier des symboles féministes sans les rapprocher systématiquement à toutes les valeurs qui y sont liées. L'utilisation de Rosie the Riveter s'inscrit dans le mouvement du féminisme pop puisqu'elle symbolise l'émancipation des femmes, qu'on peut la retrouver déclinée sur différents produits, et qu'elle est devenue un mème incarnant des valeurs d'empowerment en ligne.

## Dans la musique
Dans le domaine musical, le féminisme pop est représenté par les artistes pop « qui ont fait du girl power leur totem ». C'est, par exemple, le cas de la chanteuse américaine Beyoncé qui, pour sa tournée 2014, avait choisi d'installer sur scène le mot FEMINIST en lettres de lumière. Elle est également à l'origine du morceau Flawless, dans lequel elle cite les propos de Chimamanda Ngozi Adichie, une écrivaine nigériane, provenant du manifeste Nous sommes tous des féministes. L'artiste « effectue la jonction entre la culture mainstream - la culture populaire - et la culture underground » ce qui apparaît dans son hymne pop-féministe Who Run The World (Girls).